# Zdeněk Zeman
Zdeněk Zeman (Praga, 12 de maio de 1947) é um treinador de futebol tcheco.
Nascido na extinta Tchecoslováquia, Zeman construiu toda sua carreira como treinador no futebol italiano, sendo lembrado principalmente por sua passagem no comando do Foggia durante os anos 1990, onde ficou conhecido com seu marcante 4-3-3, sempre atuando para divertir o público, através do "jogo bonito", muitas vezes até mesmo em detrimento do resultado da partida.

## Carreira

### Início
Zeman iniciou sua carreira como treinador nas categorias de base do Palermo. Foram apenas duas temporadas antes de receber sua primeira chance numa equipe profissional, no pequeno Licata. Passaria três temporadas no comando do clube, onde conseguiu seu primeiro "grande" sucesso na profissão, levando o pequeno clube da quarta à terceira divisão do futebol italiano. Após esse período no clube, recebeu uma oportunidade para trabalhar no Foggia. Apesar de também pequeno clube italiano, e disputar a mesma divisão que deixaria o Licata, Zeman acabou aceitando o convite. Porém, não teve muito sucesso, assinando com o Parma na temporada seguinte, mas novamente não tendo sucesso, nesse ficando poucos meses. No ano seguinte, ainda passaria pelo Messina, que disputava a segunda divisão, conseguindo uma modesta oitava colocação.

### Zemanlandia

A formação costumeira de Zeman, o 4–3–3.

Retornaria ao Foggia na temporada seguinte, quando o presidente do clube, Pasquale Casillo, o recontrataria para tirar o clube da terceira divisão. A partir de então, o clube passaria seus melhores momentos em sua história. Atuando com um futebol arrojado, marcando por pressão, fazendo linhas de impedimento e em um 4-3-3 que ficou conhecido como "Zemanlandia", conseguiu o acesso a segunda divisão logo na primeira temporada sob o comando de Zeman, após ficar em segundo na tabela. Na temporada seguinte, porém, acabaria terminando em uma indesejada oitava posição, mas na seguinte, com novos investimentos, conseguiu o tão desejado retorno a primeira divisão, conquistando o título e acesso quase duas décadas após sua última estadia na elite italiana. A ascensão foi tão meteórica que ficou conhecida como "O Milagre de Foggia".
O Foggia passaria três grandes temporadas na elite italiana, atuando sempre para divertir o público, através do "jogo bonito", muitas vezes até mesmo em detrimento do resultado da partida. Ainda assim, a equipe nunca conseguia sua classificação para nenhuma competição europeia, ficando apenas no meio da tabela. Com isso, Zeman acabaria deixando o clube após cinco temporadas de grande sucesso. Porém, para o Foggia, sua saída ficaria marcada de forma negativa, pois a equipe acabou sendo rebaixada na temporada seguinte e nunca mais conseguiu retornar a primeira divisão, além de perder seu futebol divertido. Em seguida, assinaria contrato com a Lazio.
Nos biancocelesti, Zeman teve um grande inicio, fazendo uma boa campanha de estreia, terminando com o vice-campeonato. Na temporada seguinte, terminaria numa terceira colocação. Porém, sua terceira temporada não começou bem, não obtendo bons resultados e, acabou sendo demitido no início de 1997. Sua passagem ficaria lembrada por revelações de alguns bons jogadores, dentre eles Alessandro Nesta, além de um categórico 8 a 2 sobre a Fiorentina. Zeman continuaria na capital italiana, assumindo o comando da maior rival do seu último clube, a Roma. Mesmo com grande investimento para conseguir o título italiano, Zeman conseguiu apenas uns modestos quarto e quinto lugares na classificação para o tamanho dos investimentos. Posteriormente, acabaria sendo substituído por Fabio Capello, que conseguiria o tão desejado título italiano para o clube, duas temporadas após sua saída.
Sua passagem pelo clube ficaria mais lembrado por dois motivos. O primeiro foi quando Zeman transformou Francesco Totti num dos principais atacantes do futebol italiano, aumentando sua média de gols quase três vezes, além de agraciá-lo com a faixa de capitão. O segundo motivo fora suas declarações, acusando a Juventus de dar esteróides aos seus jogadores e citando que Gianluca Vialli e Alessandro Del Piero ganharam massa muscular muito rápido. Isso acabou gerando uma grande revolta nos lados de Turim, tendo segundo alguns jornais da época, o então diretor da Juventus, Luciano Moggi, iniciado uma caçada para manchar a imagem de Zeman na Itália. Depois da polêmica, Zeman não conseguiria mais nenhuma trabalho de destaque, mesmo comandando equipes de pontas em outros países, como o Fenerbahçe, na Turquia e Estrela Vermelha, na Sérvia, além do próprio Napoli na Itália.

### Recomeço
Após deixar o comando do Estrela Vermelha, Zeman voltaria a comandar uma equipe apenas dois anos depois, quando retornou ao Foggia, após também retornarem ao clube o presidente da época do ouro do clube, Pasquale Casillo, além do diretor esportivo Peppino Pavone, tendo a intenção de repetir o grande sucesso do clube nos anos 1990. Curiosamente, o clube se encontrava na mesma situação da época que Zeman assumiu pela segunda vez, disputando apenas o intermediário da terceira divisão. Apesar do investimento e coincidências, a equipe acabou não conseguindo o acesso à segunda divisão, terminando o campeonato na sexta posição, primeira posição fora dos que disputavam um playoff pela terceira vaga. O clube, assim como muitos outros, acabou sendo penalizado durante o campeonato com a perda de dois pontos, mas não interferindo na posição do clube na tabela. Por conta disso, anunciou sua saída do clube em 23 de maio.
Após sua boa campanha com o Foggia, mesmo não tendo conseguido o acesso, foi visto como uma boa opção para os clubes italianos. Tanto que, em 21 de junho, foi anunciado como novo treinador do tradicional Pescara. No Pescara, durante sua única temporada, conseguiu levar o clube à Serie A após vinte anos do último acesso do mesmo, conquistando inclusive o título. Por conta do desempenho, em 2 de junho de 2012, foi anunciado seu retorno à Roma. Sua segunda passagem pelo time romano terminaria exatos oito meses após sua chegada, quando foi anunciada sua demissão em 2 de fevereiro de 2013. Mesmo sua equipe tendo o melhor ataque e estando nas semifinais da Copa da Itália, Zeman acabou sofrendo pela campanha instável no campeonato - ocupava a oitava colocação no momento de sua demissão, além da péssima defesa (algo bastante comum em suas equipes).
Pouco mais de um ano após seu último trabalho, na Roma, foi contratado pelo Cagliari por uma temporada; porém foi demitido em 23 de dezembro do mesmo ano após 18 partidas no comando do clube, conseguindo apenas três vitórias nesse período - incluindo uma por 4 x 0 sobre a Internazionale, na casa do adversário. Retornou ao comando do clube da Sardenha pouco menos de três meses após sua demissão, em 9 de março, subtituindo Gianfranco Zola, o qual fora contratato para substituí-lo, mas também não tivera sucesso. Sua nova passagem, entretanto, acabou permanecendo apenas até 21 de abril, quando pediu demissão após conseguir apenas um dos 15 pontos disputados em seu retorno, alegando que não conseguia fazer os jogadores seguirem suas orientações.
Mesmo com os resultados medíocres em suas duas passagens pelo Cagliari, Zeman foi anunciado em 14 de junho como novo treinador do Lugano, da Suíça, que acabara de ser promovido para a primeira divisão do país. Tendo como objetivo evitar o retorno do clube à segunda divisão, Zeman obteve êxito apenas na última rodada, com uma vitória por 3 x 0 sobre o St. Gallen, terminando na nona posição, apenas um ponto acima do único rebaixado, o Zürich. Embora lutasse contra o rebaixamento, contra o mesmo Zürich o Lugano disputou uma inesperada final da Copa da Suíça, apenas três dias após evitar o rebaixamento. Entretanto, apesar do sucesso contra a equipe rival no campeonato, não conseguiu terminar campeão, após uma derrota por 1 x 0. Menos de uma semana depois, Zeman deixou o comando da equipe, alegando falta de clareza e profissionalismo.
Em 17 de fevereiro de 2017 foi anunciado seu retorno ao Pescara, quase cinco anos após sua saída. Em sua primeira partida, apenas dois dias após o anúncio de seu retorno ao clube, obteve uma vitória por 5 x 0 sobre o Genoa, a primeira do clube no campeonato após 25 rodadas. Duas semanas depois, Zeman chegou as 1000 partidas como treinador na carreira, em uma vitória por 3 x 1 contra a Sampdoria. Ele foi demitido em 4 de março de 2018.

## Títulos
Licata
- Serie C2: 1984–85

Foggia
- Serie B: 1990–91

Pescara
- Serie B: 2011–12

### Individuais
- Panchina d’Argento: 2011–12